# Erwin Rösener
Erwin Friedrich Karl Rösener (Schwerte, 2 février 1902 - Ljubljana, 4 septembre 1946) est un général SS allemand et un criminel de guerre. Pendant la Seconde Guerre mondiale, il est responsable de massacres de masse en Slovénie. Après la fin de la guerre, il est jugé en Yougoslavie pour crimes de guerre et condamné à mort le 30 août 1946, puis exécuté le 4 septembre 1946. Il est ensuite traduit en justice à titre posthume pour la même accusation de crimes de guerre lors du procès de Nuremberg.

## Biographie
Rösener est né le 2 février 1902 à Schwerte, une ville de la province de Westphalie. Il rejoint ensuite le parti nazi et la Sturmabteilung (SA) le 6 novembre 1926. En octobre 1929, il rejoint la Schutzstaffel (SS) (sa demande est acceptée en 1930). Il a été promu 11 fois entre 1930 et 1944, pour finir avec le grade d'Obergruppenführer (général d'armée) de la Waffen-SS et de la police. Il était membre du Freundeskreis Reichsführer-SS, ou "cercle des amis de l'économie", un groupe d'industriels allemands dont le but était d'apporter des fonds à la recherche raciale de l'Allemagne nazie. Il était un proche collaborateur du chef des SS, Heinrich Himmler, et devait lui rendre compte directement jusqu'à la fin de la guerre.
De fin 1941 à la fin de la Seconde Guerre mondiale, Himmler lui confie le poste de commandant supérieur SS et de police de la SS-Oberabschnitt Alpenland, qui comprend également des parties du territoire de la Slovénie. Entre octobre 1944 et la fin de la guerre, il a dirigé les opérations antipartisanes à Ljubljana. Au cours de ces deux missions importantes, il a ordonné l'exécution de civils, d'otages et de prisonniers de guerre, ces actions lui valant d'être cité à comparaître au procès de Nuremberg.
Rösener travaille en étroite collaboration avec Leon Rupnik dans la lutte contre les partisans de Josip Broz Tito et ordonne la formation de la Garde territoriale slovène le 24 septembre 1943. Après la fin de la guerre, il s'est enfui en Autriche mais a été arrêté par les Britanniques et extradé vers la Yougoslavie. Il a été jugé avec Leon Rupnik et d'autres responsables de crimes de guerre et condamné à mort le 30 août 1946. Il a été exécuté par pendaison le 4 septembre 1946 et enterré le même jour dans une tombe non identifiée du cimetière de Žale à Ljubljana.

## Distinctions honorifiques
- Croix de fer de 1re classe
 - Croix de fer de 2e classe
 - Ordre militaire de la Croix d'Allemagne en or
 - Croix du Mérite de guerre de 1re classe avec épées
 - Croix du Mérite de guerre de 2e classe avec épées
 - Insigne doré du parti national-socialiste des travailleurs allemands
 - Médaille pour longs services dans le NSDAP (10 ans)
 - Médaille pour longs services dans le NSDAP (15 ans)
 - Insigne pour la répression de la guérilla partisane

## Galerie

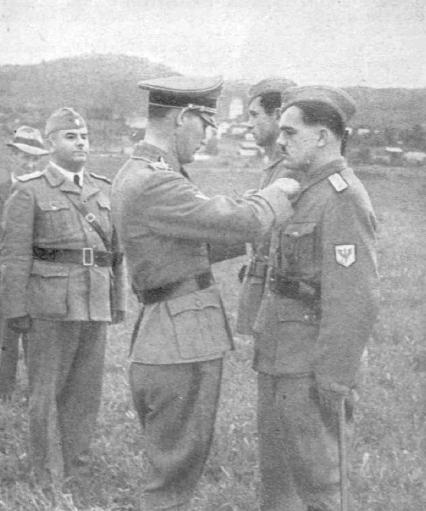
Le lieutenant-général SS Erwin Rösener remettant des médailles à des soldats slovènes de la Garde nationale vers 1944.
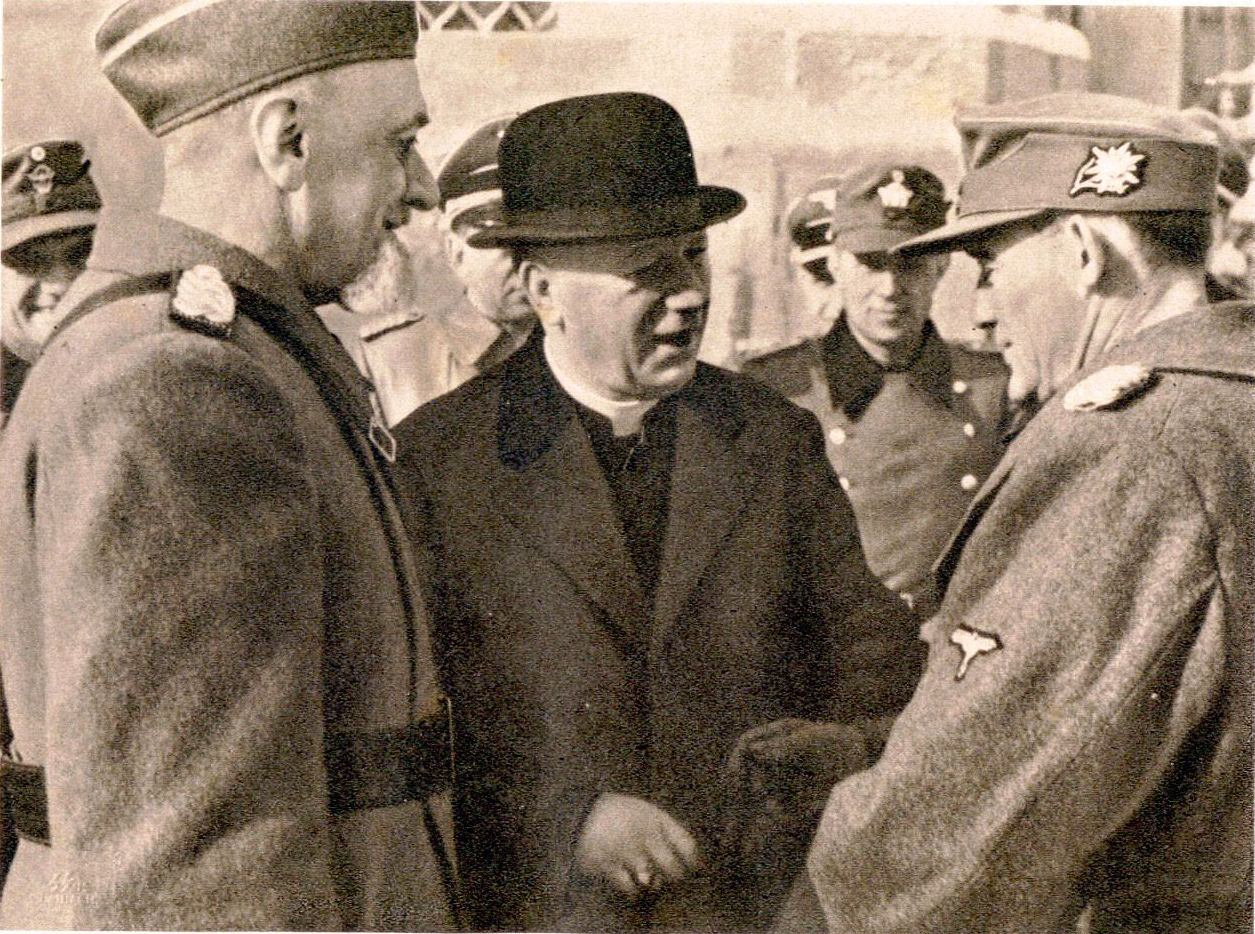
L'inspecteur général du SD Leon Rupnik, l'évêque Gregorij Rožman et le général SS Erwin Rösener.
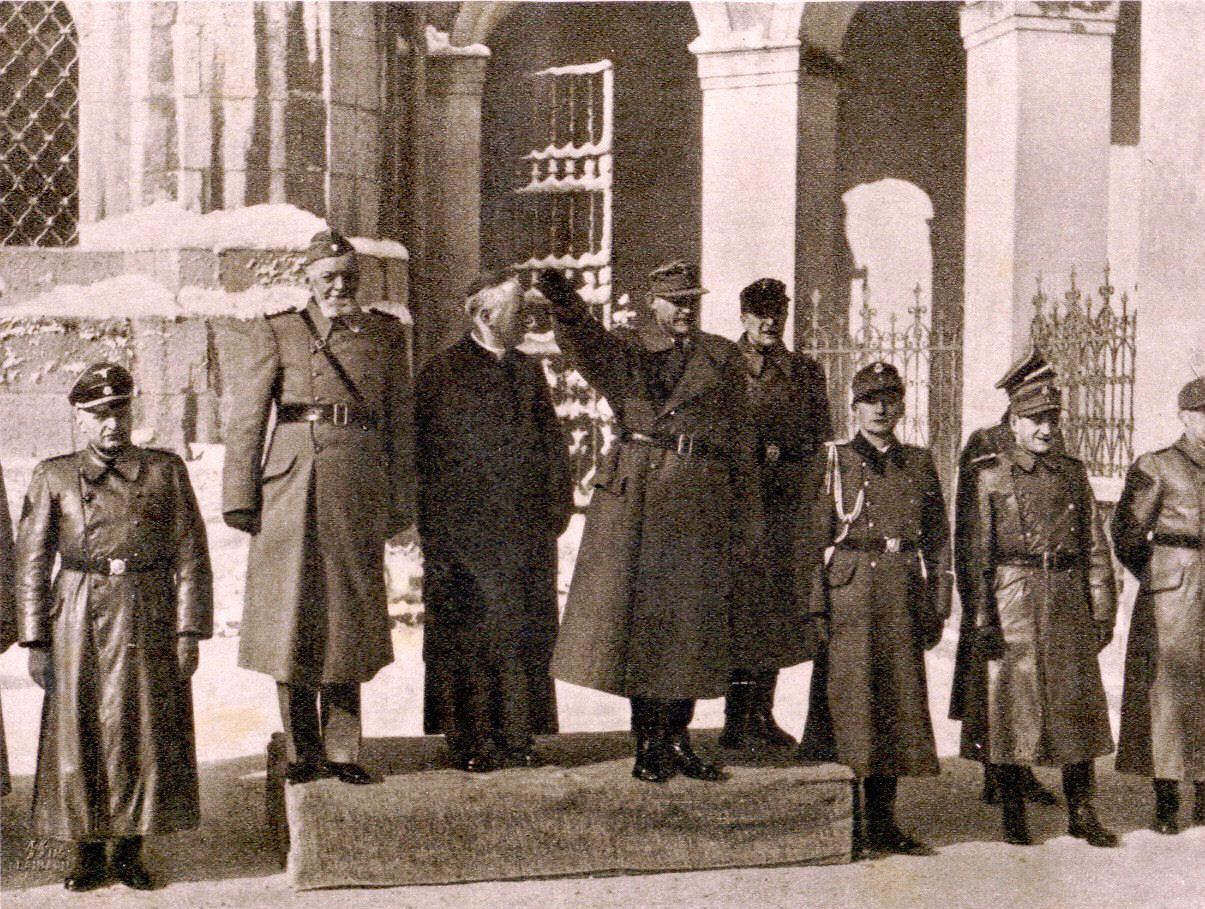
L'inspecteur général du SD Leon Rupnik, l'évêque Gregorij Rožman et le général SS Erwin Rösener inspectent les troupes de la Garde nationale slovène, après le second serment d'allégeance, le 30 janvier 1945.
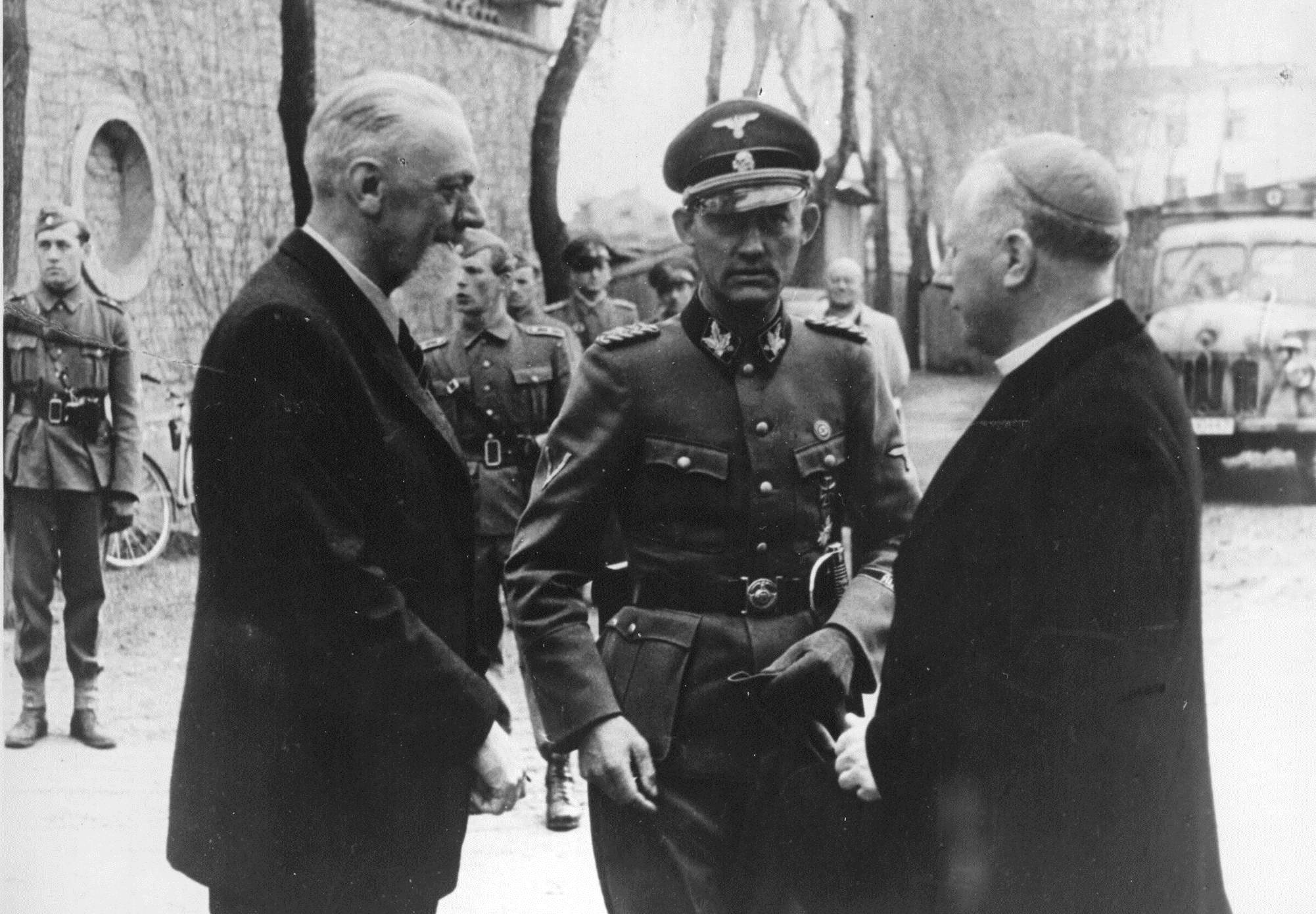
Erwin Rösener (au centre) avec Lev Rupnik (à droite) et Gregorij Rožman (à gauche)

## Source
- (it) Cet article est partiellement ou en totalité issu de l’article de Wikipédia en italien intitulé « Erwin Rösener » (voir la liste des auteurs).